# Средиземноморская торговля в эпоху Римской империи
Морская торговля в Средиземном море имела ключевое значение для экономики Римской империи. После победы Октавиана в битве при Акциуме в Средиземноморье установился длительный мир, что способствовало развитию коммерции и ремёсел. Присоединение Египта в 30 году до н. э. привело к тому, что в первый и последний раз в мировой истории всё Средиземноморье оказалось под властью одной державы. Римляне стали называть Средиземное море «Mare Nostrum» («наше море») или «Mare Internum» («внутреннее море»). Наибольшего расцвета торговое судоходство достигло в правление династии Антонинов. Для эпохи принципата характерна забота властей о портах, флоте и дорогах. Хотя пути сообщения имели прежде всего военные цели, они также способствовали развитию торговли во всех уголках обширной империи.
Торговое судоходство в Средиземном море замирало с конца октября до начала марта и полноценно возобновлялось лишь с весны до осени. В зимний период вдоль побережья плавали лишь рыбаки и мелкие каботажные суда. Несмотря на ярко выраженную сезонность, по всему Средиземноморью происходили постоянные перемещения людей и товаров, которые способствовали культурному разнообразию империи, обогащали одних и разоряли других. В период ранней Империи аристократия пренебрежительно относилась к морской торговле, поскольку коммерция не относилась к числу добродетелей правящей элиты. Однако на важность для римлян морского дела указывает афоризм полководца и государственного деятеля Гнея Помпея Великого, который сказал своим матросам: «Плыть необходимо, а жить — нет!». Средиземноморье являлось географическим и экономическим стержнем Римской империи и морская торговля была важной составляющей жизни римлян. Торговля изменила облик приморских городов империи — если богатые порты Средиземноморья строились из кирпича и мрамора, то большинство отдалённых провинциальных городов, таких как Лондиниум или Колония Агриппины, возводились преимущественно из дерева.
Миллионный Рим являлся главным потребителем товаров и услуг в империи, поэтому основные торговые маршруты Средиземноморья вели из провинций в столицу. Ежегодные потребности Рима в зерне составляли около 250 тыс. тонн, в вине — 100 млн литров, в оливковом масле — 20 млн литров (только для освещения, без учёта кулинарных потребностей). Часть зерновых поставок обеспечивало государство в лице влиятельного префекта анноны, но основной объём различных товаров доставляли в столицу частные купцы. Среди римских купцов бытовало соотношение 1:5:28, согласно которому стоимость доставки амфоры морем по установленному маршруту была в пять раз дешевле, чем перемещение амфоры на то же расстояние баржей по реке, и в 28 раз дешевле, чем перемещение того же груза по суше на повозке. Именно поэтому импортировать продукты морем из Испании, Египта или Африки было дешевле, чем из Северной Италии по Эмилиевой дороге.

## Корабли, команда и пассажиры
Процветающая морская торговля и мощный военно-морской флот были неотъемлемой частью благосостояния Римской империи. Римские торговые суда именовались «круглыми кораблями», в отличие от военных судов, которые были известны как «длинные корабли». Среднее торговое судно перевозило 120 тонн грузов, хотя существовали большие зерновозы вместимостью до 1300 тонн (одно из таких суден, следовавшее из Александрии в Рим, описывал Лукиан Самосатский).
Некоторые римские торговые суда («онерарии», то есть «грузовые») имели свою специализацию: корбиты перевозили зерно, гиппагины — лошадей, лапидарии — строительный камень, хотя преобладали универсальные корабли, бравшие на борт любые подходящие грузы (амфоры с вином и оливковым маслом, зерно, керамику, ткани, клетки с животными, рабов, пряности). Обычный зерновоз имел вместимость около 300 тонн, у него были надпалубные помещения, где располагались хозяин и знатные пассажиры. На линии между Египтом и Остией встречались суда, перевозившие до 700 тонн зерна.
Иногда императоры использовали в своих целях большие военные суда, например, чтобы доставить в Рим гранитные обелиски, мраморные колонны или порфировые плиты особо крупных размеров. Отдельных пассажирских судов не было, хотя существовало регулярное пассажирское сообщение между Остией и Путеолами. Если пассажиру нужно было попасть из Рима в дальнюю провинцию империи, он просто садился на ближайшее торговое судно, следовавшее туда. Нередко торговые суда, следовавшие из Египта или Сицилии, формировали морской конвой, который охраняли военные суда.
Римское торговое судно было оснащено прямоугольным парусом на грот-мачте, топселем и маленьким прямоугольным парусом на фок-мачте, которая служила одновременно кран-балкой. Передний парус облегчал маневренность и плавание при боковом ветре. Вёсла выполняли вспомогательную функцию, хотя были важны при безветрии. Приподнятая корма несла голову лебедя на длинной шее (эта деталь указывает на подражание финикийским торговым судам, известным как гаул). Вместо рулевого весла был установлен румпель, два весла с расширенными лопастями располагались позади кормы. Нередко дубовый или кедровый корпус обшивали тонкими свинцовыми пластинами для защиты досок от гниения. Трюм большого грузового судна разбивали на отдельные отсеки для перевозки зерна, амфор или скота.
Доски обшивки корабля крепились между собой благодаря шипам, которые вставлялись в специальные пазы. Продуманное шиповое соединение гарантировало устойчивость всей конструкции. Также для более надёжного крепления корпуса римляне использовали кручёные гвозди. Для киля и переборок судостроители брали твёрдые породы древесины — дуб или оливу, для обшивки и шипов выбирали сосну, ель или лиственницу. Все римские суда имели ручные дренажные насосы, которые откачивали воду из трюма (производительность среднего насоса, сконструированного по принципу Архимедова винта, составляла около 200 литров в минуту).
В судостроении римляне в основном переняли опыт этрусков, греков и финикийцев. У них существовали как эллинги, так и верфи с доками. В эпоху империи у Рима не было влиятельных врагов в Средиземном море, поэтому флот в основном охранял торговые пути и доставлял римские войска в дальние провинции. По этой причине строились преимущественно либурны и грузовые суда. Если боевые корабли отличались большей скоростью, то торговые суда имели лучшую грузоподъёмность и устойчивость на волне. В республиканский период все члены экипажей были вольнонаёмными, но в имперский период гребцами иногда становились и рабы.
Торговые суда, бравшие на борт до 300 тонн грузов, имели скорость под парусами около 5—6 узлов при попутном ветре. Однако при встречном ветре или безветрии они теряли скорость. Если в составе морского конвоя были боевые корабли, они нередко брали одно или два торговых судна на буксир. В дневное время суда держались береговых ориентиров, в ночное время шли по звёздам. Однако ночные плавания случались крайне редко, основным видом перемещения были каботажные плавания днём вдоль береговой линии или от острова к острову. На ночь корабли бросали якорь в защищённой бухте либо команда вытаскивала судно на берег.
Торговые суда, перевозившие пассажиров, имели мало удобств для длительных переходов морем. Каюты встречались редко и представляли собой простые перегородки с койками, камбуз был выложен огнеупорным кирпичом, чтоб огонь не перекинулся на деревянный корпус. Однако на большинстве судов команда и пассажиры спали вповалку на палубе или в трюме; кормёжки не было, еду нужно было брать с собой и готовить на борту самостоятельно. Популярности пассажирских перевозок не способствовала и общая безопасность античного мореплавания: в среднем каждое пятое судно, шедшее в Рим с зерном, тонуло или теряло свой груз в море.
Обычно пассажирами выступали торговцы, императорские чиновники, следовавшие по назначению в провинцию (в том числе управляющие, сборщики налогов, инспекторы), почтовые курьеры (спекулаторы) с важными донесениями, легионеры, возвращавшиеся в расположение своего воинского соединения, паломники, следовавшие к святыням. Пассажиры, следовавшие в дальние порты, нередко перевозили с собой частные письма, доверенные им знакомыми и незнакомыми людьми. Как правило, путешественники не отказывали незнакомцам, надеясь, что получатель письма в заморской провинции также окажет им какую-либо услугу.
Точного расписания не существовало, корабли отправлялись в плавание в зависимости от ветра и суеверий. Были неблагоприятные дни, в которые религиозный календарь запрещал работать и заключать сделки. Перед отплытием капитан приносил в жертву быка или овцу, но если гаруспик давал отрицательный ответ богов — путешествие откладывалось.
Также римляне верили в предзнаменования, вещие сны и дурные знаки. Нельзя было чихать, когда поднимаешься по трапу на корабль, но можно чихать во время жертвоприношения, повернув голову вправо. Плохим знаком считалось карканье вороны или сороки, которая уселась на мачту судна, а также прибитые к берегу накануне отплытия обломки корабля. Если приснились ключ или мутная вода — плавание противопоказано, если во сне кого-то бодали — значит кораблю суждено утонуть. Коза символизировала неспокойное море, бык или кабан — бурю, филин или сова предвещали пиратов или шторм.
Пассажиры судна могли накликать беду, если сквернословили или танцевали. Нельзя было стричь ногти или волосы в хорошую погоду, однако их можно было кидать в бушующее море, чтобы смягчить гнев морских богов. Добрым предзнаменованием считались птицы, которые садились на судно во время плавания. Большие надежды моряки возлагали на покровительство Исиды, изображения которой размещали на носу корабля, а имя богини писали на бортах. Почти все члены экипажа имели с собой какие-либо амулеты, обереги либо фигурки богов-заступников. На корме находился маленький алтарь, возле которого команда исполняла обряд после прибытия в порт или благополучного возвращения домой.
Многие суда имели ещё одну характерную особенность: моряки рисовали на носу два больших синих глаза, которые призваны были отгонять неудачу. Обычное торговое судно имело одну небольшую лодку, которую использовали для схода на берег или манёвров в порту. Во время непогоды льняные паруса убирали, чтобы их не порвал ветер. Нередко во время шторма выбрасывали за борт часть снаряжения и даже груза. Кроме непогоды, торговым судам угрожали и ночные засады на берегу. Обедневшие рыбаки и крестьяне, а также беглые рабы разжигали «ложные» костры, которые моряки принимали за огни порта. Корабль налетал на камни или садился на мель, а местное население расхищало его груз и вещи пассажиров. Особенно такие грабежи участились в правление императоров Адриана и Антонина Пия.

## Грузы
Главными предметами Средиземноморской торговли были зерно, оливковое масло, вино и предметы роскоши (шёлк, пряности, специи, керамика). Предметы широкого обихода изготавливались преимущественно на местах и морская торговля ими не носила массовый характер. Несмотря на развитие транспортной инфраструктуры, перевозка товаров всё же была дорогой.
Ежегодно префект анноны и частные торговцы обеспечивали доставку в Рим от 150 до 300 тыс. тонн зерна. Примерно треть от общей суммы приходилась на зерно, получаемое в счёт налогов. Его привозили на государственных судах и раз в месяц бесплатно раздавали плебсу. Остальные две трети зерна доставляли самостоятельные купцы, продававшие хлеб на рынках. Ростовщики и богатые эквиты охотно кредитовали торговцев зерном, существовала даже некая форма страхования морских перевозок. Например, император Клавдий гарантировал торговцам зерном твёрдую прибыль, а убытки из-за штормов принимал на себя.
За хлебной торговлей следовали торговля дорогим вином и качественным оливковым маслом. На начальном этапе Римской империи ежегодно только из Италии в Галлию перевозили более 350 тыс. амфор вина объёмом до 100 тыс. гектолитров. Однако со временем Италия перестала массово поставлять вино и оливковое масло в западные провинции, поскольку в Испании, Галлии и Северной Африке появились собственные обширные имения, где выращивали виноград и оливковые деревья.
Оливковое масло жители Рима и других городов империи использовали в пищу, для освещения жилища, для приготовления косметических средств и лекарств, для проведения религиозных обрядов. Большое значение имела торговля «живым» товаром: рабами из Северной Африки, Нубии, Галлии, Германии и Фракии, дикими животными для амфитеатров, лошадьми для армии, волами для перевозки грузов, а также экзотическими животными, которых держали в домах богачей. Центром работорговли в Риме был форум Траяна и соседний с ним рынок Траяна. Среди работорговцев (мангонов) преобладали сирийцы, египтяне и малоазиатские греки.
Все ввозимые в империю товары, а также товары, пересекающие границы между провинциями, облагались налогами. Портовые таможни взимали от 2 до 5 % пошлины от стоимости обычных товаров и 25 % от стоимости предметов роскоши (шёлк, драгоценные камни, предметы искусства, посуда из серебра и золота, дорогие одежды и пряности). Однако купцы нередко давали взятки таможенникам, которые либо занижали стоимость грузов, либо не учитывали всю численность ввозимого товара. Чтобы уменьшить затраты на дорогу и потери в случае кораблекрушения, мелкие купцы заключали договор и оплачивали путешествие в складчину.
Мелкие работорговцы, чтоб не платить лишних пошлин, нередко выдавали опрятных женщин и детей из числа ввозимых рабов за членов своей семьи. Однако таможенники, обнаружившие обман, имели право даровать рабу свободу (при условии, если скрываемый невольник признается, что он раб). Крупные работорговцы ввозили целые трюмы рабов и обычно не прибегали к таким уловкам. Наиболее ценились рабы со знаниями (врачи, преподаватели языков и научных дисциплин, инженеры, писари, переводчики) и рабочими навыками (ювелиры, чеканщики, стеклодувы, пекари, плотники, каменщики), затем следовали красивые девушки и сильные мужчины, меньше всего стоили дети и рабы с физическими изъянами. Среди образованных рабов было много выходцев из Греции, Малой Азии и Сирии.
Особую категорию римских купцов составляли торговцы восточными тканями, специями, благовониями и драгоценными камнями, среди которых также преобладали сирийцы и египтяне. Чёрный перец, корицу, имбирь, ладан перевозили на судах в специальных керамических контейнерах, опечатанных свинцовой печатью владельца. Одни купцы закупали товар в Сирии или Александрии, другие снаряжали дальние экспедиции через Йемен непосредственно в Индию и на Шри-Ланку. В Риме специи и другие восточные товары хранились на специальных складах с надёжной охраной, так-как из менее защищённых помещений их попросту воровали.

## Порты
Наиболее оживлённым средиземноморским маршрутом в эпоху Римской империи был путь из Александрии в Рим и обратно. Обычно суда выходили из Египта в направлении Кипра, огибали остров с запада, шли вдоль южного берега Малой Азии до Родоса или Книда, затем проплывали Малейский мыс на юге Пелопоннеса и следовали в сторону южной Италии. Также активное судоходство существовало на маршрутах из Сирии, Сицилии, Галлии и Испании в Рим и обратно.
Поскольку в эпоху Римской империи постоянно возрастали объёмы морской торговли в Средиземном море, частота морских перевозок, число кораблей и их тоннаж, требовались реконструкция старых портов и строительство новых. Именно в первые века империи возникают такие большие порты, как Остия, Александрия и Карфаген. Практически все порты Средиземноморья (даже те, которые располагались в естественных гаванях) были оборудованы искусственными защитными сооружениями: волноломами, молами и дамбами, а также маяками. Небольшие порты имели одну акваторию, в которой происходила разгрузка и погрузка кораблей, а крупные порты — несколько (чаще всего акватория делилась на торговый и военный порт).
Простейшие порты с одним бассейном, к которым относились порты в Кесарии Палестинской, порты Траяна в Центум Целлах и Таррацине, тем не менее могли иметь различное устройство. В качестве защищённой акватории римские инженеры стремились использовать природную бухту или лагуну, которую затем оборудовали рядом искусственных сооружений (как, например, порт Клавдия в Остии). Если естественных бухт не было, римляне строили искусственную бухту, защищённую от волн молами. Преобладали порты с двумя молами и узким проходом между ними, хотя встречались и молы, которые шли длинной полосой вдоль побережья.
Во II веке стали популярны порты, которые имели округлую или полигональную форму, как порт Траяна в Остии. Преимущество такого типа заключалось в том, что порт имел большую длину причальной стенки, что позволяло одновременно швартоваться большему числу судов. Нередко порты, располагавшиеся в устье рек, сочетали в себе морское и речное судоходство (например, Остия и Селевкия Пиерия). В таких случаях для улучшения судоходства нередко строились дополнительные каналы.
Почти все крупнейшие порты имели два или более бассейнов, что восходило к эллинистической традиции, когда один бассейн предназначался для торговых судов, а другой — для военных. Однако в эпоху ранней Римской империи, когда Средиземное море стало преимущественно «мирным», порты в значительной мере утратили свои военные и оборонные функции.
Большое внимание римляне уделяли строительству маяков. Часто посреди прохода, который соединял порт с открытым морем, сооружали искусственный островок, служивший основой для маяка. В таком случае один из рукавов служил для входа кораблей в порт, а другой — для выхода из порта. Многие порты империи представляли собой монументальные ансамбли: вход в бассейн подчёркивала высокая башня маяка, на молах возводились триумфальные арки, вдоль причалов строились портики, за которыми располагались храмы морских божеств (в восточной части империи — Посейдона, в западной — Нептуна).
Кроме того, в портах западной части империи нередко встречались храмы и святилища Меркурия — защитника торговцев, мореплавателей и других путешественников, а также Диоскуров (поскольку Кастор и Полидевк были богами рассвета и сумерек, их считали покровителями мореплавателей во время бури). В период ранней империи на всём римском Западе широкое распространение получили египетские культы. Особенно много почитателей культа Исиды и Сераписа было среди купцов и моряков в портовых городах, поскольку Исида считалась покровительницей мореплавания. Благодаря этому портовые ансамбли и форумы по всей империи дополнились новыми храмами, посвящёнными Исиде. Нередко рядом с портами располагались также митреумы, христианские храмы и иудейские синагоги.
Характерный для эпохи империи вид имели Путеолы — второй по важности порт Италии, после Остии. Причалы защищал длинный арочный мол, уходивший в море на 370 метров. На набережной прибывших путешественников и моряков встречали две триумфальные арки: первая была увенчана скульптурной группой с тритонами из позолоченной бронзы, вторая — квадригой морских коней, которыми управлял Нептун. Дополняли портовую композицию две колонны со статуями Диоскуров — защитников моряков.
Неотъемлемой чертой всех приморских городов империи были примыкавшие к порту кварталы дешёвых таверн, гостиниц, лупанариев и терм (нередко одно заведение совмещало в себе функции постоялого двора, харчевни, борделя и подпольного игорного дома). Эти кварталы, где проводили время грузчики, матросы и торговцы, отличались частыми драками, кражами и ограблениями; здесь собирались проститутки, преступники и мелкие мошенники, которых привлекали деньги приезжих.

## Региональные особенности
Восточные провинции Римской империи были более экономически развиты, чем западные, особенно в эпоху Антонинов. Здесь издревле процветали морские порты и центры караванной торговли. Особое значение для римского Востока имели торговые пути из Индии и Китая, по которым в империю попадали предметы роскоши и пряности.
Восточные эллинизированные города сохраняли свою экономическую и культурную самобытность, но в эпоху Империи они установили регулярные торговые связи с римским Западом. Кроме традиционных средиземноморских маршрутов важным связующим звеном между восточными и западными провинциями стал путь через Малую Азию и Балканы. Несмотря на различные милости от императоров, в правление Антонинов и Северов продолжался экономический упадок городов римской Греции.
Западные провинции оставались преимущественно сельскохозяйственными областями, хотя с I века там стали развиваться ремесленные центры, которые обменивали свою продукцию в соседних «варварских» племенах. Кризис Римской империи III века привёл к упадку торговли, однако меньше всего он коснулся Галлии и Северной Африки. В Средиземном море вновь активизировались пираты, исчезнувшие ещё во времена Помпея Великого. Безопасность путей сообщения, сохранявшаяся в I—II веках, в III веке была утрачена, что нарушило нормальные связи между провинциями. Галлия, Испания, Северная Африка и придунайские провинции всё меньше зависели от импорта, производя всё необходимое на своей территории. Политический кризис повлёк за собой увеличение налогов, которые шли в том числе и на содержание армии.
При императоре Диоклетиане Рим потерял прежнее значение. В 330 году Константин I Великий объявил новой столицей империи Константинополь, что повлекло за собой переориентацию поставок египетского зерна. Во второй половине IV века начался политический и экономический упадок Римской империи. В 378 году в битве при Адрианополе готы разгромили римскую армию во главе с императором Валентом II. После смерти Феодосия в 395 году Римская империя была разделена на западную и восточную части. 24 августа 410 года войска вестготов под предводительством короля Алариха захватили и разграбили Рим. В 420 году вандалы и аланы утвердились на юге Испании, в 429 году они захватили большую часть Северной Африки, а в 455 году флот короля Гейзериха вновь захватил и разграбил Рим.

### Италия
После образования Римской империи в 27 году до н. э. начался расцвет Средиземноморской торговли. Римляне развернули масштабное обновление старых портов и строительство новых гаваней. Италия в I—II веках постепенно теряла своё преимущественное значение в границах обширной империи, однако непосредственно Рим сохранял характер мировой столицы. В экономическом отношении Рим имел ярко выраженные черты города-потребителя. Наиболее важное значение имел импорт зерна из Египта и Северной Африки; его контролировал префект анноны, подчинявшийся непосредственно императору.
На западном побережье Италии (Тирренское и Лигурийское моря) важнейшим портом была Остия с пригородами, служившая «морскими воротами» Рима. Другими значительными портами были Путеолы, Мизена, Неаполь, Кумы, Помпеи (до извержения Везувия в 79 году), Салернум, Форум Геркулеса, Таррацина, Пиза и Генуя. На южном, восточном и северо-восточном побережье (Ионическое и Адриатическое моря) важными портами являлись Регий, Тарент, Хидрунтум, Брундизий, Бариум, Анкона, Равенна, Аквилея (Градо), Тергест и Пола. Если Остия специализировалась на перевалке преимущественно «государственных» грузов для огромного столичного рынка, то Путеолы были крупнейшим портом частной торговли (почти всю торговлю зерном и восточными предметами роскоши здесь держали эллинизированные купцы из Александрии и Сирии). Часть зерна, прибывавшего в Путеолы, затем на небольших судах доставляли в Остию.
Для охраны торговых путей Октавиан Август учредил первый постоянный флот Рима. Одна его часть базировалась в Мизене, в Неаполитанском заливе, другая часть — в Равенне. В состав флота входили либурны, триремы, квадриремы, квинквиремы и другие типы парусных судов. В начале I века Остия обогнала Путеолы и стала крупнейшим портом Италии. Однако заиливание устья Тибра вынудило императора Клавдия начать строительство чуть севернее Остии большой гавани Портус, которая вмещала около 200 кораблей. Новая гавань была защищена двумя молами, между оконечностями которых возвышался маяк, похожий на Александрийский (основанием портового маяка послужил затопленный корабль, который по велению императора Калигулы доставил в Рим египетский обелиск, ныне возвышающийся на площади Святого Петра). Портус был соединён с Тибром двумя судоходными каналами, а также с Римом отдельной «Портовой» дорогой.
После строительства Портуса Остия продолжала оставаться важным торговым центром Лация. На главной улице города, которая тянулась от Морских ворот до Римских ворот, располагались многочисленные лавки, склады, конторы менял и ростовщиков. Тесные связи Остии с римским Востоком нашли отражение в разнообразных храмах города: здесь существовали многочисленные святилища Митры, которого особо почитали торговцы, а также христианские баптистерии и иудейская синагога.
Позади главного театра Остии находился «форум корпораций» — окружённая колоннадой площадь, на которую выходили несколько десятков комнат. Они были украшены напольной мозаикой, сцены которой изображали специализацию каждого цеха: строители и конопатчики кораблей, портовые грузчики, торговцы канатами и свечами, торговцы зерном из Александрии, Карфагена, Кесарии Мавретанской и Нарбо, торговцы дикими зверями для Колизея, кожевники и другие. Мнения учёных расходятся: одни считают, что это были деловые конторы, другие полагают, что здесь собирались обеспеченные люди Остии, помогавшие театру и городу в целом.
Товары из Портуса и Остии перевозили на лодках по Тибру в район Бычьего форума или на повозках по «Портовой» и Остийской дорогах. Затем товары распределялись по большим продовольственным складам, наподобие складов Гальбы. Император Траян перестроил порт Клавдия и дополнил его внутренней шестиугольной гаванью, вокруг которой располагались склады и верфи. Кроме того, при Траяне в соседнем местечке Центум Целлы был построен ещё один римский порт. В правление императора Константина Портус стал отдельным городом и служил торговой гаванью Рима до конца V века.
Важное значение имел порт Брундизий, через который шла значительная часть морской торговли с Востоком. Сюда через Диррахий и Керкиру стекались товары из Малой Азии, Сирии и Балкан, а затем по Аппиевой и Траяновой дорогам они доставлялись в Рим. Тарент славился производством из раковин пурпура, который использовали для окраски шерстяных тканей. Аквилея была важным торговым центром на границе с Далмацией и Паннонией, куда стекались товары из Северной и Восточной Европы, в том числе янтарь с побережья Балтики (здесь из янтаря изготавливали украшения, шкатулки, статуэтки и игральные кости).
О роли импортных товаров в жизни Рима свидетельствовал ассортимент на Бычьем и Овощном рынках: лошади из Малой Азии и Аравии, обезьяны, попугаи и фламинго из Африки, павлины из Индии; мякоть алоэ из Аравии, шафран из Персии, чёрный перец, корица, имбирь и куркума из Индии, гвоздика и мускатный орех с Островов пряностей, камфора из Китая. За Тройными воротами и мостом Пробус вниз по течению Тибра по обоим берегам реки тянулись большие государственные склады, в которых хранились зерно, мука, чечевица, амфоры с вином и маслом, мраморные плиты, слитки олова, свинца, серебра и золота, древесина, шкуры, лён, шерсть и другие припасы. У складов причаливали лодки и баржи, которые доставляют товары из морского порта (вверх по течению баржи тянули волы или рабы).
Большое значение для Рима имели поставки древесины из Острии и Окрикулума — брёвен, досок, дров и хвороста. Львиная доля древесины шла на отопление терм, остальное использовали на строительстве домов и кораблей, при производстве мебели и домашней утвари. Особо ценились кедр, который доставляли из Сирии и Малой Азии, чёрная сосна из Малой Азии и Греции, можжевельник с Балкан. Деревянные баржи не тащили обратно против течения Тибра, а разбирали в Риме и продавали на вес.
Кризис III века больно ударил по морской торговле Римской империи, сократив судоходство с обширными мятежными регионами — Галльской империей на западе и Пальмирским царством на востоке. За годы разрухи поставки продовольствия в Рим проводились нерегулярно, что приводило к волнениям бедноты. Император Аврелиан установил вместо ежемесячной ежедневную раздачу хлеба, оливкового масла и соли. Обязанность снабжения столицы была возложена на коллегию судовладельцев.

### Галлия
Важнейшими средиземноморскими портами южной Галлии были Нарбо, Арелат, Массилия и Цеменелум. Вдоль побережья проходила Домициева дорога из Рима в Испанию, а по Роне римляне вели торговлю с отдалёнными от моря городами и отдельными галльскими племенами (речные суда ходили в Лугдун, откуда товары доставляли в Августу Треверорум и Колонию Агриппины).
Из галльских портов в Италию вывозили зерно, вина и оливковое масло; кроме того, из южной Галлии во все западные провинции империи экспортировали льняные ткани, шерстяные плащи, керамическую посуду (в том числе терра сигиллата красного цвета), глиняные лампы, деревянные бочки и металлические изделия. Из северной Галлии и Британии в средиземноморские порты привозили железо, олово и рабов, из Верхней Германии — рабов, древесину и стеклянные кувшины, из приальпийских районов — металлы. В свою очередь из Италии в Галлию на торговых судах доставляли вино (особенно ценилось Фалернское вино), чернолаковую столовую посуду, мутинские лампы, цветную керамику и бронзовые изделия из Арецция, лампы, зеркала, металлические сосуды, глиняные амфоры, стеклянные изделия и шерстяные ткани из Кампании.
Важное значение для портов Галлии имела торговля вином (как итальянским, так и местным — нарбонским, аквитанским и лугдунским). Большим спросом вино пользовалось как среди кельтов и германцев Северной Европы, так и среди римских колонистов. В обмен на вино кельты и германцы поставляли римлянам рабов, захваченных в соседних племенах. Со временем в долине Мозеля римские легионеры и ветераны стали сами выращивать виноград, что несколько сократило импорт итальянских и галльских вин в пограничные провинции империи (позже бочки с мозельским вином стали даже экспортировать).
Кроме прибрежной Домициевой дороги большое торговое значение имела Аквитанская дорога, которая связывала порт Нарбо с Толосой и Бурдигалой. В эпоху Pax Romana путешествия стали относительно безопасными, что способствовало притоку товаров из северной и западной Галлии в порты Средиземноморья. Во второй половине V века крупнейшие порты региона (в том числе Нарбо-Мартиус, Арелат, Толон и Антиполис) оказались под властью вестготов и утратили своё былое значение.

### Испания
В Испании крупнейшим портом являлся Тарракон, другими значительными портами были Новый Карфаген, Эмпорион, Барсино, Сагунт, Валентия, Сукронем, Дианум, Кальпе, Алонис, Луцентум, Абдера, Секси, Малака и Картея. За Геркулесовыми столбами располагались важные порты Юлия Трансдукта и Гадес, которые были связаны с галльским портом Нарбо оживлённой Августовой дорогой (за Гибралтарским проливом проходила граница известного римлянам мира — латинской Ойкумены). Главной статьёй экспорта из Испании были слитки железа, меди, свинца, серебра и золота (руду добывали на императорских или государственных рудниках в Лас-Медуласе, которые сдавали на откуп кондукторам). Также из испанских портов вывозили зерно, оливковое масло, вино, гарум, вяленую и солёную рыбу (в том числе мясо тунца), лошадей и бетийскую шерсть; из Италии и Галлии завозили металлические изделия, керамику и ткани.
О масштабах поставок испанского оливкового масла в Рим свидетельствует небольшой холм Тестаччо возле Остийских ворот, образованный из осколков бетийских амфор. После того, как терракота пропитывалась маслом, оно начинало горчить и амфоры выбрасывали. Чтобы приглушить запах прогоркшего масла, рабы присыпали черепки негашеной известью, которая скрепляла осколки между собой, не давая искусственной горе обрушиться. Именно из черепков этих амфор и вырос за несколько столетий холм Тестаччо (согласно исследованиям, здесь собраны осколки более 50 млн 60-литровых амфор).
Кризис Римской империи III века нанёс экономике Испании тяжёлый удар. В правление Диоклетиана из Испании в Рим экспортировали лишь гарум, шерсть и ветчину. Однако в IV веке ситуация несколько изменилась и из испанских портов вновь начали вывозить бетийское оливковое масло, тарраконское вино, месетское зерно, гарум, свинину, лошадей, астурийскую овечью шерсть, готовую одежду, корабельные снасти из эспарто, слитки золота, серебра и меди (производство золота достигло своего максимума, однако добыча серебра и меди так и не достигла масштабов II века). Астурийские кони шли как для нужд армии, так и в цирки по всей территории империи.
В период поздней Империи торговые связи Испании с Италией значительно сократились, но существовали оживлённые контакты с Северной Африкой (откуда приходили керамика и саркофаги), Галлией (которая поставляла льняные и шерстяные ткани, керамику, металлические изделия) и Константинополем (туда шёл основной поток испанского золота). В Испании не было собственного монетного двора, поэтому испанцы использовали монеты, которые императоры чеканили в Южной Галлии и Карфагене (чеканку монет в Тарраконе прекратил в 73 году ещё император Веспасиан). Хотя среди крупных землевладельцев Испании преобладали местные сенаторы, эквиты и куриалы, значительную роль в морской торговле Тарракона и других портов теперь играли купцы из Малой Азии, Сирии и Египта.

### Северная Африка
Главным портом Северной Африки был восстановленный из руин Карфаген, другими важными портами были Дарнис, Аполлония Киренская, Птолемаида Киренская, Арсиноя Киренская, Береника, Лептис-Магна, Триполи, Сабрата, Такапе, Гадрумет, Утика, Гиппон, Салды, Кесария Мавретанская, Картена и Тингис. На атлантическом побережье Мавретании располагался порт Ликсус — крайняя точка приморской дороги, которая шла вдоль Средиземного моря аж до Александрии.
Из портов Северной Африки вывозили зерно (прежде всего в Рим) и оливковое масло (продукция высшего качества шла в Рим и Александрию), в меньших масштабах — вино, соус гарум, фасоль, инжир и финики. Заметное место в экспорте составляли дикие животные, которых поставляли в амфитеатры империи или частные зоопарки богатых патрициев (слоны, львы, леопарды, газели, антилопы, обезьяны, страусы), а также «гетульские» (берберские) лошади, чернокожие рабы, шерсть, золото, слоновая кость, эбеновое дерево, мрамор и пурпур. В правление императоров Траяна и Адриана в Северной Африке широкое распространение получило оливковое дерево, а африканское оливковое масло успешно конкурировало в империи с итальянским и испанским маслом. Из Италии и Галлии в Африку завозили керамику и металлические изделия, из Египта и Сирии — дорогие ткани и духи.
Римляне сохранили порт Карфагена, но военную гавань превратили в торговую. В порту имелись многочисленные причалы, склады и доки; вдоль набережной была построена величественная мраморная колоннада, кольцом обрамлявшая гавань. Лептис-Магна имел удобную гавань, расположенную в устье небольшой реки (вади). Вокруг причалов располагались многочисленные склады и храмы, а вход в гавань указывал высокий маяк. Рядом с портом находился большой мраморный рынок.

### Египет
Крупнейшим портом всего Восточного Средиземноморья была Александрия. После присоединения Египта к Римской империи Александрия стала центром торговли с Индией, потеснив на этом поприще сирийские порты. Здесь сходились не только морские маршруты, но и несколько важнейших караванных путей, в том числе дорога в порт Береника на Красном море, Путь благовоний и Дорога специй из Южной Аравии, Приморский путь из Сирии и Новая Траянова дорога из Месопотамии. Другими средиземноморскими портами Египта были Пелузий, Канопус и Параэтониум, но они значительно уступали Александрии в грузообороте.
Из Александрии в Рим и другие города империи вывозили зерно, чечевицу, льняные ткани, готовые туники, папирус, гранодиорит, порфирит, эфирные масла, духи, а также привозные товары (пряности, драгоценные камни, виссон, хлопок, тиковое и сандаловое дерево, тростниковый сахар и рис из Индии, китайский шёлк, арабские благовония, африканские слоновьи бивни и ценные породы дерева). Поставки зерна в значительной мере контролировали чиновники из числа римлян, однако в частной морской торговле главную роль играли греки, а также эллинизированные египтяне и сирийцы.
Зерно из Египта в Италию перевозили огромные корабли, многие из которых из-за своих габаритов даже не заходили в порты, а вставали на якорь вблизи побережья. Затем мешки с зерном перевозили на сушу небольшие судёнышки, после чего груз развозили по складам и рынкам. Наиболее оживлённое судоходство существовало между Александрией и итальянскими портами Путеолы и Остия. Римско-парфянские войны I—III веков закрыли Великий шёлковый путь из Сирии в Бактрию, но оживили индо-римскую торговлю между Александрией и Баригазой.
Главным символом Александрийского порта был 120-метровый белый Фаросский маяк, стоявший на острове у входа в одну из гаваней. Купол маяка венчала позолоченная статуя Гелиоса, служившая ориентиром в светлое время суток. В Александрии недалеко от порта существовали кварталы, где селились иностранные купцы из Нубии, Аксума, Химьяра, Парфии и Индии. Город славился на всю империю не только своими шумными рынками тканей и специй, но и лупанариями.
Важное значение для средиземноморской торговли имели связи Александрии с небольшими, но оживлёнными транзитными портами Красного моря. Сперва суда следовали по Нилу к городу Коптос, откуда караваны верблюдов направлялись в Левкос-Лимен, Миос-Ормос и Беренику. Там причаливали суда из Южной Аравии, Персидского залива, Западной Индии и Восточной Африки, которые привозили слоновую кость, шёлк, лазурит, жемчуг, эфирные масла, ладан, чёрный перец, гвоздику, кокосовые орехи и ценные породы дерева (ежегодно из Египта только в Индию отплывало 120 торговых кораблей, главным образом в Баригазу и Музирис). Римляне обменивали эти товары у арабов, персов и индийцев в основном на золото, а также на красные кораллы, вино, одежду, стеклянные и металлические изделия, керамику.

### Сирия и Палестина
Важнейшим портом Сирии была Селевкия Пиерия, которая служила «морскими воротами» столицы — Антиохии. Другими важными портами были Лаодикея, Габала, Триполис, Библос, Беритус, Сидон и Тир. Антиохия являлась третьим по величине городом империи, после Рима и Александрии, и важнейшим торговым центром всего римского Востока. В городе сходились караванные пути из Египта, Аравии, Месопотамии, Армении и Малой Азии (особое значение имел путь через Дура-Эвропос к портам Персидского залива).
Через Селевкию сирийские купцы вывозили как местные товары (ювелирные изделия, бронзовую и серебряную посуду, изделия из выдувного стекла, шерстяные и льняные ткани, ткани из китайского шёлка, стёганые ткани, ковры, вино, сухофрукты, кориандр, кунжут, ценные сорта древесины, особенно кедр и кипарис), так и товары, прибывшие с Востока (драгоценные камни, жемчуг, хлопковые ткани и пряности из Индии, шёлк, керамику и лаковые изделия из Китая, благовония и специи из Аравии, папирус из Египта). Тир славился своими пурпурными тканями, Сидон — изделиями из цветного стекла, Дамаск — металлическими изделиями. Несмотря на развитое производство, во внешней торговле Сирии импорт с Востока значительно превышал экспорт туда римских товаров.
В Палестине главенствующую роль играла Кесария Палестинская, другими оживлёнными портами были Птолемаида, Иоппия, Азотос, Аскалон, Газа и Рафия. Важное значение играли караванные пути, которые связывали Газу с Петрой и Аэланой (часть Дороги благовоний в Южную Аравию), а Кесарию — с Бострой и Пальмирой. Через палестинские порты вывозили благовония (в том числе ладан и мирру), специи, лошадей и оникс из Аравии, а также китайский шёлк и индийские пряности из Парфии.
Если в конце республиканского периода в Сирии осело много торговцев из Италии, то в эпоху Римской империи эллинизированные сирийские купцы вытеснили римлян из сферы коммерции. Сирийцы перевозили на своих кораблях восточные и египетские товары по всему Средиземноморью, они имели свои конторы почти во всех портах империи.
После разгрома Помпеем Великим киликийских пиратов в восточном Средиземноморье установился относительный мир, однако уже в первых веках н. э. в регионе возобновили деятельность финикийские и сирийские пираты. Пиратами становились обедневшие рыбаки, перевозчики и торговцы, бывшие солдаты и моряки военного флота, а также беглые рабы и преступники, хотя встречались выходцы и из обеспеченных семей. У пиратов имелись осведомители во всех портах региона, которые сообщали им о грузе и пассажирах. Нередко нужную информацию пираты получали в портовых борделях и тавернах, там же вербовали и новобранцев. Также пираты подкупали кормчих, чтобы те завели судно в засаду или бросили якорь в бухте, где их поджидали разбойники. Пират, первым поднявшийся на борт захваченного корабля, имел право выбрать себе добычу. Захваченных в плен пиратов перед казнью обычно водили по городу на потеху толпе. Осуждённых, как правило, либо распинали на кресте, либо кидали на растерзание диким зверям на арену амфитеатра. Тела казнённых бросали на месте казни в назидание другим.

### Малая Азия
В Малой Азии сохраняли своё значение старинные торговые центры Эфес, Милет и Смирна. Другими важными портами были Никомедия, Кизик, Троя, Фокея, Клазомены, Теос, Лебедос, Приена, Книд, Мира, Атталия, Селинус, Селевкия-на-Каликадне и Тарсус. Из Малой Азии вывозили вино, оливковое масло, инжир, шерсть, кожи, ценные породы древесины, текстильные изделия (в том числе милетские шерстяные ткани), керамику, мрамор, мастику, канифоль и лошадей из Каппадокии. Также в приморских городах изготавливали заготовки колонн, капителей и саркофагов, которые вывозили во все части империи.
В первые два века истории Римской империи Эфес являлся одним из богатейших городов всего античного мира, его население превышало 200 тыс. человек. Центром деловой жизни служила огромная базилика, возвышавшаяся возле оживлённого форума. Кроме купцов, в город прибывало немало паломников, следовавших поклониться святилищу Артемиды.
Смирна также славилась своим оживлённым портом, судостроительными доками и зернохранилищами. Милет имел четыре торговые гавани, наиболее оживлёнными из которых были Театральная и Львиная гавани (рядом с ними располагались Южная, Северная и Западная агоры, а также булевтерий). В III веке большой урон морской торговле и портовой инфраструктуре Малой Азии нанесли регулярные набеги готов, которые разграбили Халкидон, Никомедию, Кизик, Эфес и множество других приморских городов. Император Клавдий II в битве при Наиссе разбил основные силы готов, но многие порты Малой Азии так и не смогли оправиться от разрушений.

### Балканы
Важными портами Далмации были Салона, Ядера и Тарсатика; важным портом западной Македонии был Диррахий; важными портами Эпира были Никополь и Бутротум; важными портами Ахеи были Коринф, Патры, Гитион и Пирей; важным портом восточной Македонии были Фессалоники; важными портами Фракии были Перинф, Византий и Траянополис. Огромное значение для торговли имела Эгнатиева дорога, которая связывала Диррахий сперва с Фессалониками, а позже была продлена до Византия.
Из Далмации вывозили оливковое масло, вино, зерно, древесину, скот и железо, из Фракии — зерно, скот и рабов, из Греции — пенделийский и паросский мрамор, вино, оливковое масло и сухофрукты. Из придунайских областей в порты Балкан поставляли рабов и различное сырьё, из Дакии — золото, а в обратном направлении везли вино и ремесленные изделия. Византий (с 330 года — Константинополь) имел ключевое значение для всей Черноморской торговли, отсюда торговые суда ходили в малоазиатские порты Гераклея Понтийская, Синоп, Амис и Трапезунд, а также в порты Одессос, Томис и Истрия. Из Боспорского царства через Византий в империю ввозили зерно, сушёную рыбу, вино, китайский шёлк, из империи в северное Причерноморье шла стеклянная посуда и другие ремесленные изделия.
Афины славились своими каменотёсами, которые изготавливали бюсты, статуи императоров и божеств, саркофаги, постаменты, надгробия, алтари и мраморные ванны. Кроме того, местные мастера тиражировали копии известных античных скульптур, которые пользовались популярностью у нуворишей во всех уголках империи. В Афины со всей империи стекались желающие получить хорошее образование, в Эпидавр приезжали паломники, желавшие излечиться в местном святилище.

### Острова
В западной части Средиземноморья важными портами являлись Сиракузы, Агригентум, Панормус и Мессена на Сицилии, Каралис, Сулки и Туррис на Сардинии, Алерия на Корсике, Пальмария, Полленция и Алькудия на Мальорке. В восточном Средиземноморье наиболее оживлёнными островными портами были Саламис и Пафос на Кипре, Родос на одноимённом острове, Ираклион, Лебен и Матала на Крите. В эпоху империи Сицилия и Сардиния экспортировали главным образом зерно и вино, Корсика — древесину, Балеары — вино, оливковое масло, пурпур и соль, Кипр — медь; кроме того, в Риме высоко ценились сицилийские лошади и ткани с Мальорки. Остров Делос в Эгейском море славился на всю империю своим невольничьим рынком, откуда рабов доставляли во все провинции римского Средиземноморья.